# ウィットビー
ウィットビー（Whitby）は、イングランドのノース・ヨークシャー北海に面するにある港町。ノース・ヨーク・ムーアズ国立公園の一部でもある。7世紀から歴史的な港、灯台とビーチから、イギリス有数のリゾート町として知られる。1768年ジェームズ・クックは、この港で建造されたエンデバー号に乗り込み、初の太平洋航海に乗り出した。
2011年の国勢調査での人口は13,213人で、2001年の13,594人から減少傾向にある。

## 歴史
ウィットビーの町は657年、修道院の建立とともに誕生した。
デーン人が多く定住したデーンロウ地域にあり、地名Whitbyはデーン人Hvítiの村(古ノルド語býr)に由来する。
イギリスの海軍士官にして海洋探検家であり海図製作者であったジェームズ・クック が大型帆船エンデバー号で出航した港町として知られている。クックの彫刻はエスク川の西側に立っている。18-19世紀前半、木造船または鯨油採取の基地であった。
18世紀に温泉町して人気ができたウィットビーは、1839年にはウィットビー=ピッカリング、その後まもなくヨーク間に鉄道が開通し、海浜リゾートとして発展していった。

## 文学の接続
ウィットビーは、19世紀を舞台にした文学作品の重要な舞台にもなっている。ブラム・ストーカーはウィットビーに住んでいた1897年に『吸血鬼ドラキュラ』を著した。
映画にもなった A・S・バイアットの「抱擁」（Possession: A Romance）ブッカー賞を受賞小説では、不議の関係の19世紀詩人の男女がウィットビーを中心に旅をし、ウィットビー名産のジェット・ブローチを買う。この小説はブローチが19世紀と20世紀末を結ぶ鍵となる推理小説めいた物語である。

## 観光地など

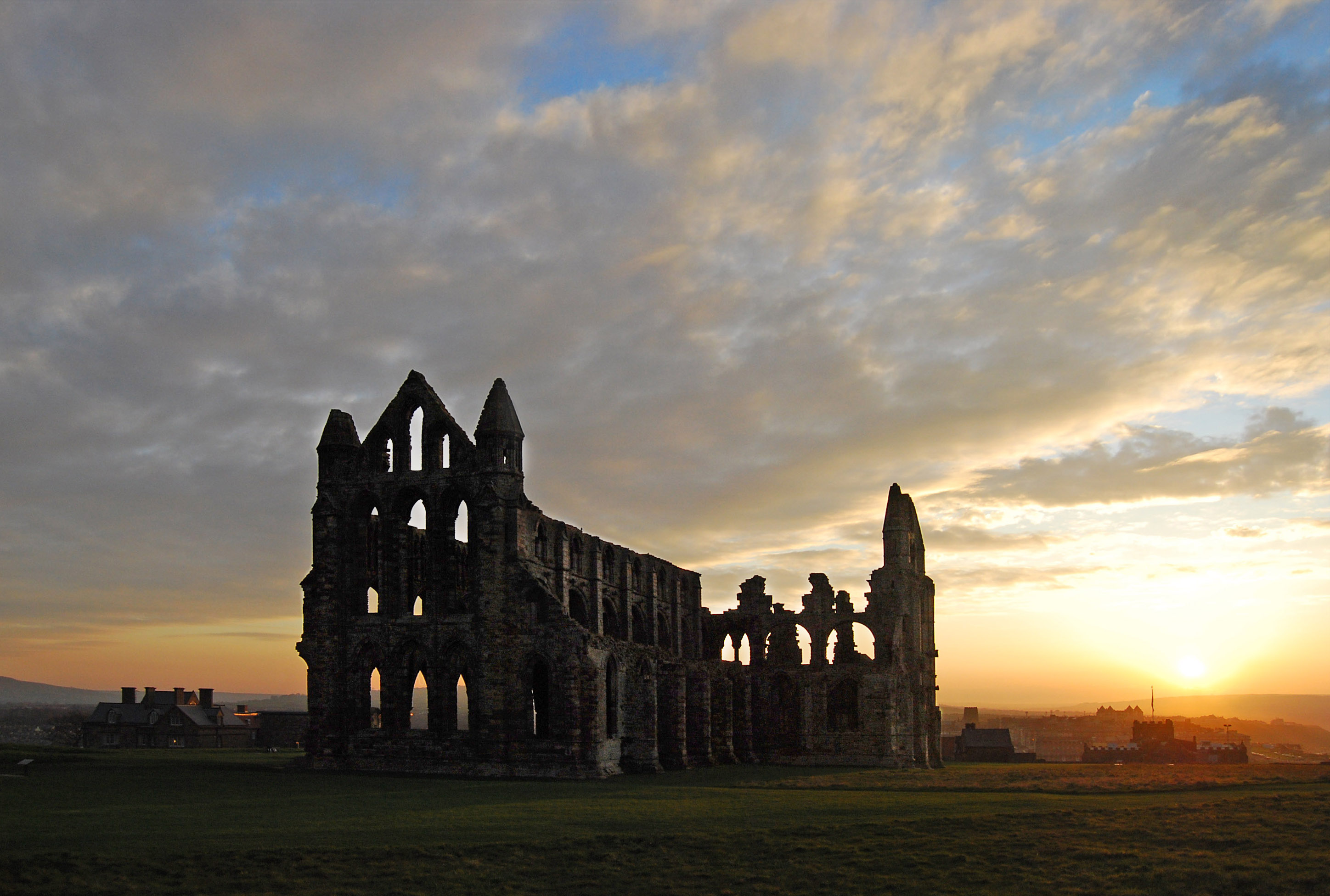
ウィットビー修道院の日没の空

- ウィットビー修道院(Whitby Abbey) - 657年にノーザンビリアの王女聖ヒルダによって設立された修道院。ウィットビー教会会議は、664年にイングランドで開かれたキリスト教の教会会議。現在、北海を見下ろす高台の廃墟となっている修道院は、13世紀から15世紀にかけて建てられたものである。イギリスの文化財保護団体イングリッシュ・ヘリテッジの保護管理下のもとに一般公開されている。
- 聖メアリー教会 (Church of Saint Mary, Whitby)は, 12世紀初頭の建設と伝えられており、ブラム・ストーカーは古めかしい石の墓標が並んだ教会の墓地で、作品のインスピレーションを得た。

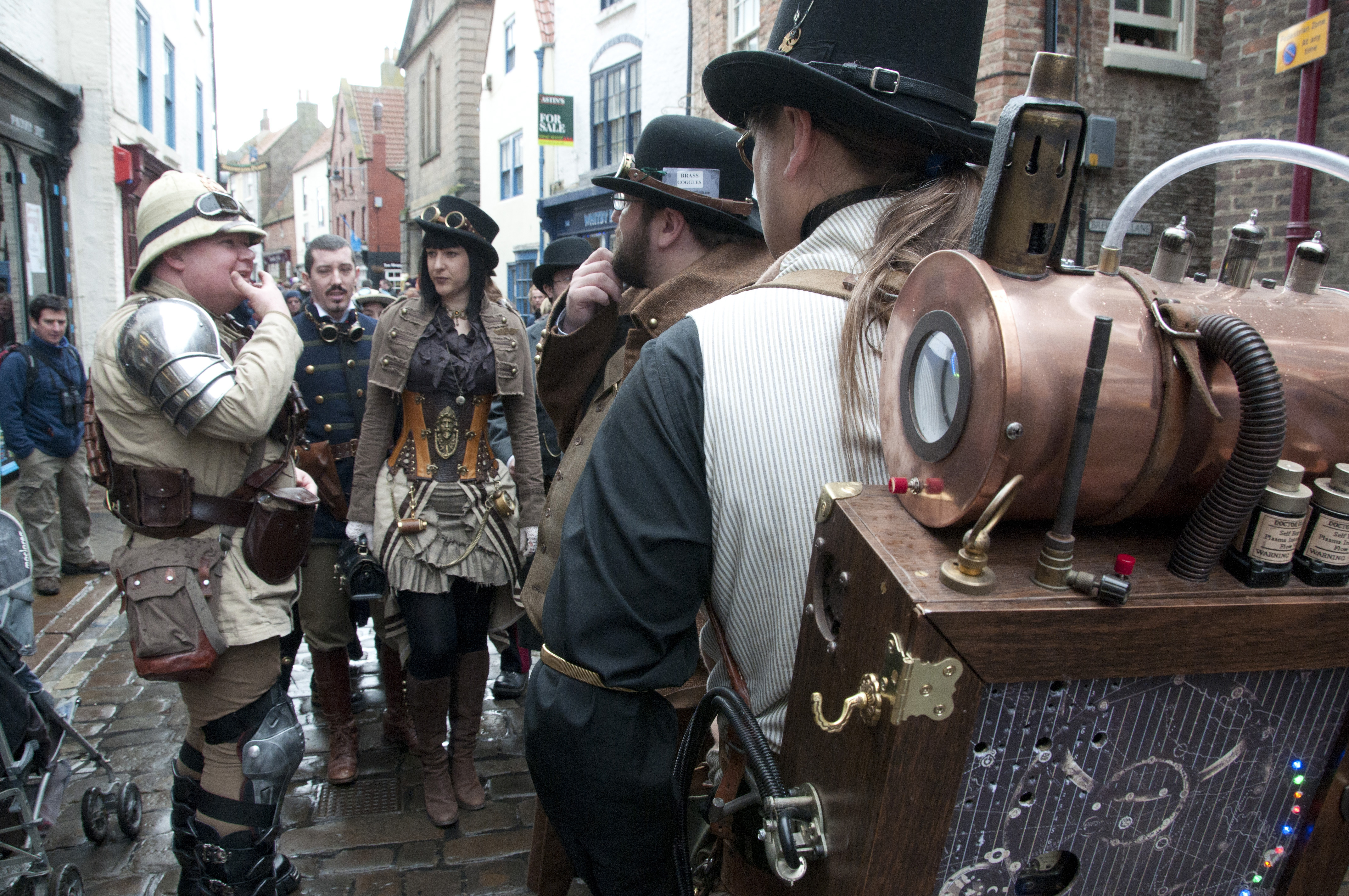
ウィットビー・ゴス・ウィークエンドのスチームパンクファッション

- ウィットビー・ゴス・ウィークエンド (Whitby Goth Weekend)は、年2回で開催される大規模なゴスとスチームパンクのイベントである。
- ウィットビー周辺の断崖は、クリーブランド・ウェイ (Cleveland Way) と呼ばれる長距離遊歩道でめぐることができる。クリーブランド・ウェイは、ヘルムズレーとフィリーの 2 つの町を接続している。1969年に開通し、全長は 110 マイル (117 km) で、崖から海岸のパノラマを楽しむハイカーも多い。
- ノース・ヨークシャー・ムーアズ鉄道 (North Yorkshire Moors Railway) 保存鉄道は、映画ハリー・ポッターシリーズの撮影に用いられた[2]。
- ヨークシャーには、ウィットビーの多い受賞したフィッシュ・アンド・チップス店として有名である[3]。

## スポーツ
1880年に創立され,ノーザンプレミアリーグ・プレミアディヴィジョン所属のウィトビー・タウンFCというフットボールクラブがあり、シーサイダズ(The Seasiders)の愛称で親しまれる。

## 姉妹都市
- アメリカ合衆国 アンカレッジ
- アメリカ合衆国 カウアイ郡 (ハワイ州)
- ニュージーランド ポリルア市（ニュージーランド国ウェリントン地方）
- ドイツ オステローデ・アム・ハルツ
- カナダ ウィットビー
- フォークランド諸島 スタンリー
- トンガ ヌクアロファ

## 出身人物
・べス・ミード(女子サッカー選手、イングランド代表)